# Rotbrustkleiber
Der Rotbrustkleiber (Sitta canadensis) oder Kanadakleiber ist eine Vogelart aus der Familie der Kleiber (Sittidae). Der typische Ruf dieses Vogels erinnert an ein kleines Signalhorn. Der Rotbrustkleiber brütet in den Nadelwäldern von Alaska, Kanada und den nordöstlichen und westlichen USA. Er zimmert eine Bruthöhle in Totholz. Der Eingang des Nestes wird mit Baumharz verschmiert.
Die Nahrung besteht aus Insekten und Samen, besonders der Nadelbäume. Bei der Nahrungssuche klettert er auch mit dem Kopf voraus Baumstämme hinunter oder fängt Insekten im Flug.
In Westeuropa ist der Rotbrustkleiber ein seltener Irrgast.

## Merkmale

### Körperbau und Aussehen

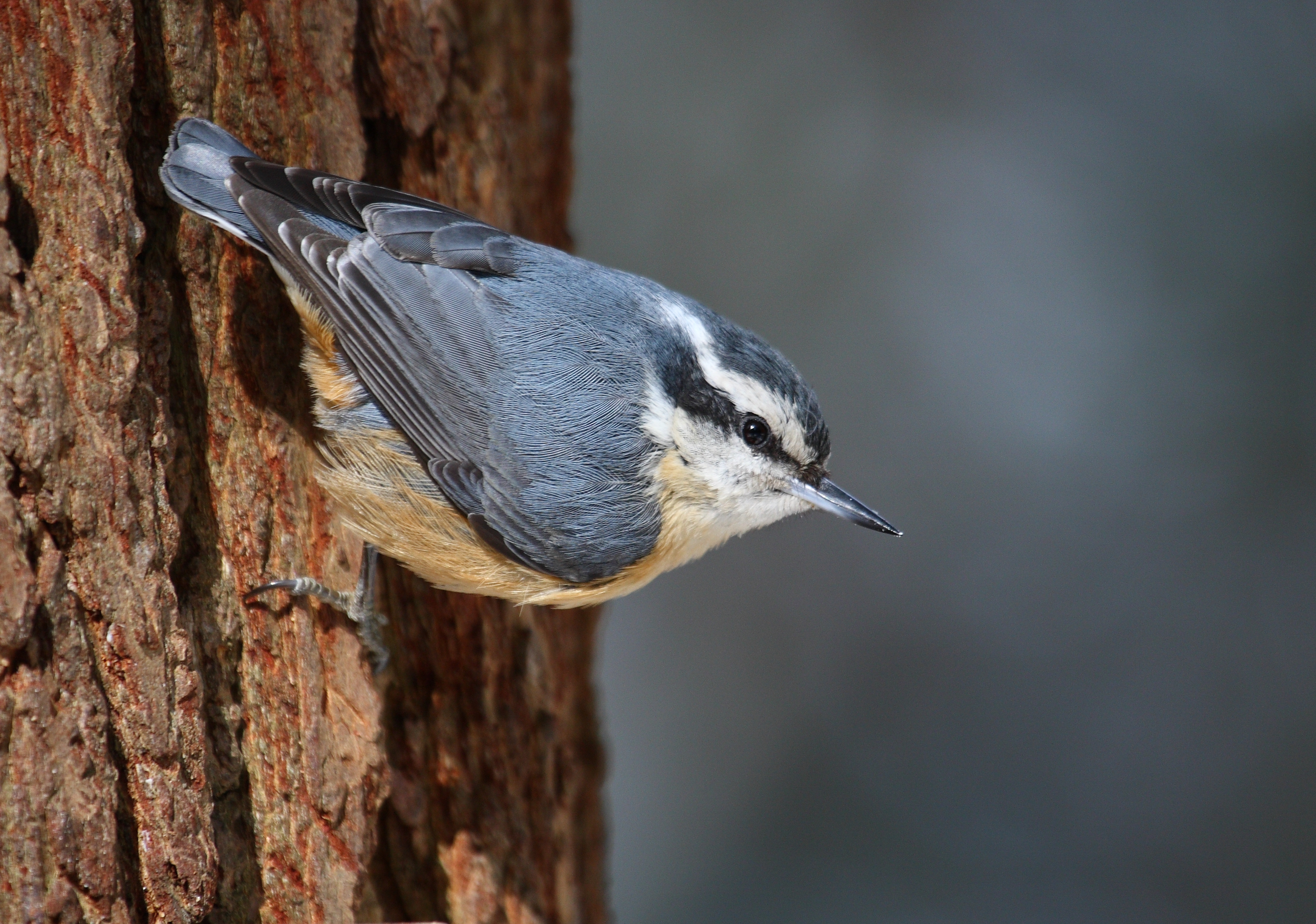
Weiblicher Rotbrustkleiber, erkennbar vor allem am helleren, weniger kontrastierenden Scheitel und Augenstreif

Der Rotbrustkleiber ist ein kleiner Vertreter seiner Familie, der ausgewachsen eine Größe von etwa 11,5 cm erreicht, die Flügelspannweite liegt bei etwa 63 bis 71 mm. Das durchschnittliche Gewicht beträgt 8 bis 12,7 g. Weibchen bleiben in der Regel minimal kleiner und leichter als ihre männlichen Artgenossen. Der Körperbau entspricht mit einem kurzen Schwanz, mittellangen, spitz zulaufenden Flügeln und kurzen, dünnen Beinen dem eines typischen Kleibers und ist an eine vornehmlich auf Bäumen kletternde Lebensweise angepasst. Der Schnabel ist spitz, gerade und verhältnismäßig schmal. Wie bei der Körpergröße liegt auch hinsichtlich der Gefiederfärbung ein leichter, aber erkennbarer Sexualdimorphismus vor. Bei männlichen Exemplaren zeigt das Gefieder oberseits vom Bürzel bis zum Mantel eine grau-blaue Färbung, die sich auch an den inneren Steuerfedern fortsetzt. Die äußeren Steuerfedern sind hingegen schwarz, mit nach außen hin breiter werdenden, blau-grauen Spitzen und diagonal verlaufenden, weißen Subterminalbinden. Scheitel, Nacken und der nach hinten hin breiter werdende Augenstreif sind schwarz, mit einem leichten, bläulichen Glanz, der vor allem bei frisch gemauserten Individuen erkennbar ist. Hiervon in starkem Kontrast abgesetzt sind eine weißliche Stirn und ein ebenso gefärbter Überaugenstreif sowie ein schmaler, rein-weißer Augenring. Wangen, Ohrdecken und Kinn sind etwas dunkler gefärbt und gelegentlich mit einigen bräunlichen Einflüssen durchzogen. Die Färbung der Unterseite ist recht variabel und kann von zimtfarben bis orange-braun und leicht rötlich reichen. Die Flanken sind dabei meist etwas dunkler als das Zentrum von Brust und Bauch. An den Randdecken und Schirmfedern des Oberflügels setzt sich die grau-blaue Färbung der Oberseite fort. Die übrigen Armdecken sind dunkelbraun gefärbt, mit breiten, grau-blauen Säumen. Handdecken, Daumenfittich und Schwungfedern zeigen eine dunkelgraue Grundfärbung, oft mehr oder weniger stark mit Braun durchzogen, sowie schmalere, grau-blaue Säume, deren Färbung an den äußeren Schwungfedern eher in ein blasses Grau übergeht. Am Unterflügel sind die Achsel- und Deckfedern in dunklem Weiß gefärbt. Weibliche Rotbrustkleiber ähneln auf den ersten Blick sehr ihren männlichen Artgenossen, können jedoch bei näherem Hinsehen anhand einiger Details unterschieden werden. Scheitel und Augenstreif sind bei ihnen meist nur unwesentlich dunkler als die Rückenpartie, außerdem ist der Augenstreif in der Regel schmaler. Entsprechend weniger stark ausgeprägt wirkt der Kontrast zu den hellen Wangen und Ohrdecken. Die Unterseite ist allgemein blasser und weniger variabel. Bei beiden Geschlechtern unterscheiden sich die unbefiederten Körperteile in ihrem Aussehen nicht. Die Läufe sind dunkelgrau bis schwärzlich, der Schnabel grau und vor allem an der Basis des Unterschnabels etwas heller. Die Iris des Auges zeigt ein dunkles Braun.

### Stimme
Die Lautäußerungen des Rotbrustkleibers sind recht gut erforscht. Sowohl Männchen als auch Weibchen besitzen ein großes Repertoire an Lauten und Gesängen, wobei männliche Vögel deutlich häufiger zu hören sind. Innerhalb ihres Verbreitungsgebiets wird vor allem ein typisches, nasal klingendes und an eine kleine Hupe oder ein Signalhorn erinnerndes yank-yank mit der Art in Verbindung gebracht. Es kommt in jeweils leicht abgewandelter Form unter anderem bei der Nahrungssuche oder sozialen Interaktionen zwischen Partnern zur Anwendung. Während der Balz versuchen die Männchen interessierte Weibchen mit einem klagenden, schnell und ausdauernd wiederholten waa-aa-ns von sich einzunehmen. Bei Zusammenstößen mit Artgenossen kommt ein harsches, schnelles hn-hn-hn zum Einsatz, das oft in ein summendes, fast elektrisch klingendes Geräusch ausklingt. Als Kontaktruf dient ein melodisches, tieffrequentes Zwitschern, während bei Erregung ein eher unangenehm klingendes, kratzendes Schnattern ausgestoßen wird.

## Habitat und Lebensweise
Der Rotbrustkleiber ist ein Waldbewohner, der vor allem in seinen Brutgebieten stark mit Nadelwald assoziiert ist. Besonders gern werden von Fichten und Tannen dominierte Wälder besiedelt, Misch- oder vornehmlich laubwechselnde Wälder werden seltener und in geringerer Dichte bewohnt. Außerhalb der Brutzeit und vor allem während der Migration sind die Vögel weniger stark an ein bestimmtes Habitat gebunden und können etwa auch in Buschland, auf Streuobstwiesen oder in den Parks und Gärten menschlicher Siedlungen angetroffen werden. Nachweise der Art gelingen etwa ab Höhen von 275 m und reichen bis an die Baumgrenze. Vor allem im Süden des Verbreitungsgebiets sind allerdings viele Brutgebiete in eher hochgelegenen, montanen Gebieten zu finden. Für erfolgreiche Bruten ist stehendes Totholz, in dem die Nester angelegt werden können, zwingend erforderlich. Zumindest regional scheinen außerdem dichte, mindestens einige Jahre alte Wälder bevorzugt zu werden. Während des Tages sind Rotbrustkleiber sehr aktive, fast rastlose Vögel, die beinahe ihre gesamte Zeit auf den Bäumen verbringen. Die Fortbewegung erfolgt dabei oft kletternd an Stämmen und Ästen, in Kleiber-typischer Manier auch kopfüber. In den Sommermonaten bilden die Vögel Paare, die bei ausreichendem Nahrungsangebot auch den Winter über gemeinsam verbringen. Andernfalls leben Rotbrustkleiber solitär, schließen sich aber bei der Nahrungssuche regelmäßig auch kleineren Schwärmen mit Vertretern anderer Arten an. Menschen gegenüber können sie recht zahm werden und meiden ihre Nähe entsprechend selten.

### Ernährung und Jagdverhalten

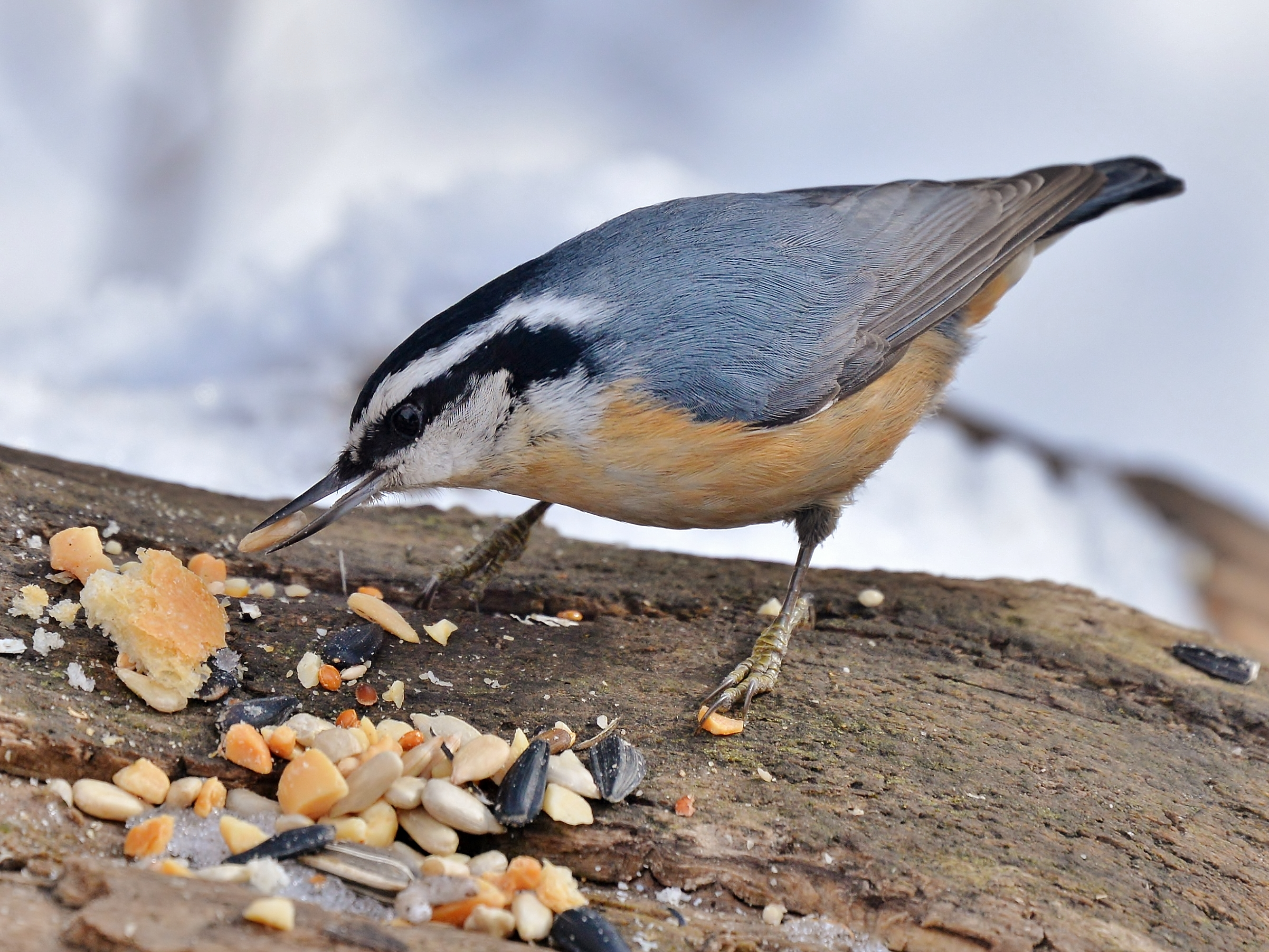
Rotbrustkleiber bei der Nahrungsaufnahme (Toronto, Ontario)

Die aufgenommene Nahrung variiert stark saisonal. Während außerhalb der Brutzeit die Samen von Sauergrasgewächsen, Bedecktsamern und insbesondere Nadelbäumen eine bedeutende Rolle spielen, machen die Vögel den Rest des Jahres über fast ausschließlich Jagd auf diverse Gliederfüßer und deren Larven. Dazu zählen unter anderem Käfer, Spinnen, Schmetterlinge, Ameisen und Fliegen. An Nestlinge wird ausschließlich tierische Nahrung verfüttert. Ergänzend werden gelegentlich manche Früchte gefressen. Die Jagd findet meist in alle Richtungen laufend an Stämmen und Ästen statt, wo kleine Spalten und Löcher in Rinde und Borke mit Hilfe des Schnabels nach Fressbarem abgesucht werden. Gerne halten sich die Vögel dabei recht weit oben in der Kronenschicht des Waldes oder knapp darunter auf. Seltener wird fliegende Beute auch in kurzen, direkten Flügen in der Luft erbeutet. Ein Einzelfall berichtet außerdem von einem Rotbrustkleiber, der auf dem Rücken eines Weißwedelhirschs (Odocoileus virginianus) sitzend, offenbar dessen Haut nach Parasiten absuchte. Nicht migrierende Exemplare legen, wie bei vielen Kleibern üblich, im Herbst und Winter Nahrungsdepots in kleinen Hohlräumen unter der Rinde eines Baumes oder am Erdboden an, die bei späterer Nahrungsknappheit aufgesucht werden können. Oft werden diese mit Moos, kleinen Steinchen oder Rindenstücken getarnt, um sie für Konkurrenten schwerer auffindbar zu machen. In der Nähe menschlicher Siedlungen sind Rotbrustkleiber außerdem regelmäßige Besucher an bereitgestellten Futterstellen für Vögel.

### Fortpflanzung
Rotbrustkleiber sind monogame Vögel, die regelmäßig für mehr als eine Saison zusammenbleiben. Die Brutzeit erstreckt sich in etwa von Ende April bis in den Juni, wobei sich neue Paare aber oft schon deutlich früher bilden. Während der Balz wendet das Männchen seiner Partnerin den Rücken zu und singt in aufgerichteter Pose mit weit vorgestrecktem Hals und Kopf und wippt dabei von einer Seite zur anderen. Weibchen signalisieren ihr Interesse durch eine kriechende Haltung mit nach oben gerecktem Schnabel und ausgebreiteten, zitternden Flügeln, woraufhin das Männchen sich auf die Jagd begibt und die gefangene Nahrung anschließend an das Weibchen überreicht. Unmittelbar vor der Begattung kommt es häufig zu engen, recht kräftezehrenden Verfolgungsflügen zwischen den Partnern, bei denen das Männchen seine Partnerin oft mit dem Schnabel oder der Brust anstupst, um diese zur Kopulation zu bewegen. Als Nistplatz dient normalerweise stehendes Totholz, in das mit dem Schnabel und den Füßen ein Hohlraum gegraben wird. Alternativ werden gelegentlich verlassene Spechthöhlen übernommen, auch von Menschen bereitgestellte Nistkästen werden angenommen. Paare beginnen oft mehrere Ausgrabungen, bevor das Weibchen schließlich die abschließende Auswahl des Nistplatzes trifft. Das Aushöhlen kann – je nach Härte des Materials – bis zu drei Wochen dauern, in denen das Weibchen den Hauptteil der Arbeit übernimmt und in dieser Zeit von seinem Partner mit Nahrung versorgt wird. Vor allem die Männchen sind nun recht territorial und versuchen, jeden potenziellen Eindringling aus der unmittelbaren Umgebung des Nistplatzes zu vertreiben. Nach der Fertigstellung wird der Eingang des Nests mit klebrigem Baumharz umschmiert, das in der Umgebung gesammelt und manchmal mit Hilfe eines kleinen Stücks Borke aufgetragen wird. Die genaue Funktion dieses Verhaltens ist unklar, spekuliert wird vor allem über einen möglichen Schutz vor Fressfeinden. Die Rotbrustkleiber sind geschickt darin, das Baumharz zu vermeiden und fliegen mit hoher Geschwindigkeit direkt durch die kleine Öffnung ins Nest hinein, ohne dabei ihr Federkleid zu beschmutzen. Selten kann es jedoch vorkommen, dass Rotbrustkleiber im von ihnen selbst aufgetragenen Harz kleben bleiben und daraufhin verenden. Das eigentliche Nest innerhalb der Höhle besteht aus Gräsern, kleinen Streifen von Borke und Tannennadeln und wird mit Federn, Haaren, Fell oder weichem Gras und toten Blättern ausgepolstert. Nach der Fertigstellung legt das Weibchen im Abstand von jeweils einem Tag typischerweise sechs, seltener auch zwischen vier und acht Eier. Ihre durchschnittlichen Abmessungen liegen bei circa 15,7 × 12,1 mm. Die Schale zeigt eine weiße bis leicht rosa Grundfärbung und ist mit rötlichen oder braunen Tupfern gesprenkelt. Die Inkubationszeit liegt bei 12 bis 13 Tagen, in denen die Eier ausschließlich vom Weibchen bebrütet werden. Das Männchen ist in dieser Zeit für die Versorgung mit Nahrung zuständig und hält sich ansonsten nur in der Nacht in der Bruthöhle auf, um dort gemeinsam mit seiner Partnerin zu ruhen. Die Jungvögel verbleiben nach dem Schlüpfen für circa 18 bis 21 Tage im Nest, wo sie nur von der Mutter gehudert, jedoch von beiden Altvögeln gefüttert werden. Im Anschluss bleiben die Nachkommen noch für etwa weitere zwei Wochen bei den Eltern, bis sie schließlich von diesen unabhängig werden.

## Verbreitung und Migration

Verbreitungsgebiet des Rotbrustkleibers
Ganzjährig
Winterquartiere

Der Rotbrustkleiber gehört zu den wenigen Vertretern seiner Familie, die regelmäßige Migrationen unternehmen. Die nördliche Grenze der Brutgebiete der Art erstreckt sich vom Südosten Alaskas durch den Süden Yukons und der Nordwest-Territorien, Zentral-Manitoba, Ontario und Québec bis nach Neufundland und Labrador. Im Osten des Kontinents werden Bruten bis in die US-Bundesstaaten New York, Pennsylvania und Ohio registriert, sowie außerdem in einem schmalen Band entlang der Bergkette der Appalachen bis in das Grenzgebiet zwischen Tennessee und North Carolina. Im Zentrum Nordamerikas werden der Norden Michigans, Wisconsins und Minnesotas sowie der Süden Manitobas, Saskatchewans und Albertas erreicht. Im Westen erstreckt sich das Brutgebiet mit einigen Unterbrechungen viel weiter in südlicher Richtung. Hier werden Bruten bis nach New Mexico, Arizona, Nevada und Süd-Kalifornien nachgewiesen. Der Rotbrustkleiber ist ein Teilzieher, dessen nördlichste Populationen jedes Jahr Richtung Süden ziehen. Die Winterquartiere der Art umfassen fast den gesamten Rest der Vereinigten Staaten, nur in den allersüdlichsten Regionen des Landes konnten die Vögel bislang nicht beobachtet werden. Darüber hinaus kommt es im Schnitt alle zwei bis vier Jahre zu irruptiven Wanderungen, bei denen ein erheblich größerer Anteil der Gesamtpopulation die angestammten Brutgebiete verlässt und den Winter weiter südlich verbringt. Als Auslöser gilt Nahrungsknappheit, ausgelöst durch eine mangelnde Verfügbarkeit an Samen von Nadelhölzern, die in manchen Jahren im borealen Nadelwald auftritt.
In der Westpaläarktis wurden bislang erst wenige Nachweise der Art als Irrgast erbracht: Ein Vogel hielt sich im Mai 1970 in Island auf, ein weiterer von Oktober 1989 bis Mai 1990 in Großbritannien. Erstmals auf dem europäischen Festland wurde er im November 2022 in Deutschland (Gemeinde Aukrug) nachgewiesen und hielt sich dort für einige Wochen auf.

## Gefährdung
Der Rotbrustkleiber gilt, wo geeignetes Habitat in ausreichendem Maße zur Verfügung steht, als häufiger und leicht zu beobachtender Vogel. Die unregelmäßige Natur der Wanderungsbewegungen der Art macht eine konkrete Einschätzung der Populationszahlen allerdings schwierig. Die IUCN stuft den Rotbrustkleiber mit Stand 2018 auf der niedrigsten Gefährdungsstufe least concern („nicht gefährdet“) ein und stellt dazu eine anhaltend positive Bestandsentwicklung fest.

## Systematik
Die Erstbeschreibung des Rotbrustkleibers stammt aus dem Jahr 1766 und geht auf den schwedischen Naturforscher Carl von Linné zurück, der sie in die 12. Ausgabe seiner Systema Naturæ aufnahm. Als wissenschaftlichen Namen der neuen Art vergab er das Binomen Sitta canadensis, das Artepitheton nimmt Bezug auf den Fundort des Holotyps in Kanada. Trotz des großen Verbreitungsgebiets gilt die Art als monotypisch. Innerhalb der Gattung Sitta ist der Rotbrustkleiber der Namensgeber des sogenannten canadensis-Komplexes, einer Gruppe recht kleinwüchsiger, optisch und verhaltenstechnisch ähnlicher Arten, die sich dadurch auszeichnen, dass sie alle ihre Bruthöhle selbst errichten und nur selten bereits existierende Aushöhlungen verwenden. Moderne phylogenetische Untersuchungen bestätigen die enge Verwandtschaft dieser Gruppe und zeigen, dass der China- (S. villosa) und der Korsenkleiber (S. whiteheadi) sehr wahrscheinlich die engsten Verwandten des Rotbrustkleibers sind. Diese drei Arten stehen wiederum einer Klade bestehend aus Kabylen- (S. ledanti) und Türkenkleiber (S. krueperi) als Schwestertaxon gegenüber.